# Tiền Phong, Nghệ An
Tiền Phong là một xã thuộc tỉnh Nghệ An, Việt Nam. Xã được hình thành trên cơ sở sáp nhập xã Hạnh Dịch và xã Tiền Phong của huyện Quế Phong trong đợt Sáp nhập tỉnh thành Việt Nam 2025.

## Địa lý
Xã Tiền Phong có vị trí địa lý:
- Phía Đông giáp xã Châu Tiến;
- Phía Nam giáp xã Quế Phong;
- Phía Tây giáp nước CHDCND Lào;
- Phía Bắc giáp xã Thông Thụ.

Xã Tiền Phong có diện tích tự nhiên 319,02 km².

## Lịch sử
Xã Tiền Phong được thành lập vào ngày 23 tháng 3 năm 1977 trên cơ sở sáp nhập toàn bộ diện tích và dân số của ba xã Châu Long, Hạnh Dịch và Mường Hin thuộc huyện Quế Phong theo Quyết định số 56-BT của Bộ trưởng Phủ Thủ tướng.
Trước đó, xã Hạnh Dịch được thành lập vào ngày 17 tháng 4 năm 1965 trên cơ sở tách một phần diện tích và dân số của xã Châu Long. Cùng ngày, xã Châu Phương thuộc huyện Quỳ Châu được chuyển về huyện Quế Phong và đổi tên thành xã Mường Hin.
Ngày 23 tháng 4 năm 1979, Hội đồng Chính phủ ban hành Quyết định số 176-CP. Theo đó, tái lập xã Hạnh Dịch trên cơ sở một phần diện tích và dân số của xã Tiền Phong.
Ngày 12 tháng 7 năm 1990, thành lập thị trấn Kim Sơn, thị trấn huyện lỵ Quế Phong trên cơ sở điều chỉnh 121,6 ha diện tích tự nhiên và 2.726 người của xã Mường Nọc, 30 ha diện tích tự nhiên của xã Tiền Phong.
Đến năm 2018, xã Tiền Phong có diện tích 142,93 km², dân số là 11.100 người, mật độ dân số đạt 78 người/km².
Ngày 17 tháng 12 năm 2019, Ủy ban Thường vụ Quốc hội ban hành Nghị quyết 831/NQ-UBTVQH14 về việc sắp xếp các đơn vị hành chính cấp xã thuộc tỉnh Nghệ An (nghị quyết có hiệu lực từ ngày 1 tháng 1 năm 2020). Theo đó, điều chỉnh 4,10 km² diện tích tự nhiên và 1.024 người của xã Tiền Phong vào thị trấn Kim Sơn.
Sau khi điều chỉnh, xã Tiền Phong còn lại 138,83 km² diện tích tự nhiên và 10.076 người.
Ngày 16 tháng 6 năm 2025, xã Tiền Phong được thành lập theo Nghị quyết số 1678/NQ-UBTVQH15 của Ủy ban Thường vụ Quốc hội Việt Nam, ban hành ngày 16 tháng 6 năm 2025. Theo đó, sắp xếp toàn bộ diện tích tự nhiên, quy mô dân số của xã Hạnh Dịch và xã Tiền Phong thuộc huyện Quế Phong trước đây thành một xã mới có tên gọi là xã Tiền Phong.
Sau sắp xếp xã có diện tích tự nhiên: 319,02 km², quy mô dân số: 14.494 người.